# Сухая Балка (Днепропетровская область)
Сухая Балка (укр. Суха Балка) — село, Желтоводский городской совет, Днепропетровская область, Украина.
Код КОАТУУ — 1210790001. Население по переписи 2001 года составляло 787 человек.

## Географическое положение
Село Сухая Балка находится на расстоянии в 1,5 км от города Жёлтые Воды и села Полтаво-Боголюбовка и в 2 км от посёлка Мирное.
По селу протекает пересыхающий ручей с запрудой.